# Гладківщина (кургани)
Гладківщина — ранньоскіфські кургани біля села Гладківщина Золотоніського району Черкаської області.

## Опис курганів
Курган VI ст. до н.е., висотою 5 метрів, розкопано М. Ю. Бранденбургом (1889). Могилу було перекрито колодами, що уторювали шатроподібну конструкцію. Серед знахідок: іонійський кілік, бронзове дзеркало, три золоті платівки у вигляді коня.
Курган V ст. до н.е., висотою 0,9 метра, розкопано В. П. Григорьєвим    (1982). В єдиній могилі-катакомбі було поховано воїна в повному бойовому обладунку — в шоломі, сорочці, штанях, набраних із залізних платівок, поясом з бронзових платівок; з набірним платівчастим залізним щитом, 3 списами із залізними вістрями, залізними мечем та ножем, сагайдаком із 127 бронзовими вістрями стріл. Небіжчику поклали бронзовий казан зі скелетом ягняти та грудину коня. Поховання експонується в Черкаському обласному краєзнавчому музеї, а реконструкція спорядження - в Музеї історичних коштовностей України.